# Sōjō Hino
Sōjō Hino (日野 草城); 18 juillet 1901 à Tokyo - 29 janvier 1956, de son vrai nom Hino Yoshinobu (日野 克修), est un poète japonais de haïku.

## Biographie
Hino Sōjō naît dans le quartier Ueno de Tokyo situé dans l'arrondissement de Taitō.
Durant ses études de droit à l'Université de Kyoto, il crée la « société commune du haïku » de l'université et du troisième lycée. Il termine ses études en 1924 et devient employé de bureau. En tant que poète haïku, il est distingué à l'âge de 21 ans par la revue Hototogisu fondée par Kyoshi Takahama qui publie en première page un de ses haïku. En 1929, à l'âge de 28 ans, il est finalement admis dans le cercle étroit de la revue.
En 1934, il publie dans la revue Haikukenkyū (俳句研究, littéralement « Recherche haïku ») le cycle de haïku Miyako Hoteru, dans lequel il décrit la première nuit de noces de deux nouveaux époux ce qui provoque une onde de choc dans le monde du haïku. Il s'agit certes d'une histoire fictive mais elle donne lieu à ce qui s'appelle la querelle Miyako-Hoteru qui voit Kusatao Nakamura et Mantarō Kubota élever de fortes critiques tandis que Saisei Murō prend la défense de l'auteur.
En 1935 Sōjō réunit les trois revues Sōmatō de Tokyo, Seiryō d’Osaka et Hiyodori de Kōbe et fonde le nouveau journal Kikan, dont il prend la direction.
Il se prononce pour une forme moderne de haïku sans « mot de saison » et rompt finalement avec le conservateur Kyoshi Takahama qui l'exclut en 1936 de la revue Hototogisu.
En 1949, après la Seconde Guerre mondiale, Sōjō se retire à Ikeda dans la préfecture d'Osaka où il fonde le journal Seigen.
Sōjō Hino meurt le 29 janvier 1956 d'une tuberculose qui le tient alité depuis 1946.

## Critique
Sōjō Hino est considéré comme le précurseur du haïku par opposition aux formes traditionnelles représentées surtout par  Kyoshi Takahama. Ichirō Fukumoto fait son éloge dans son ouvrage « L'homme qui a changé le haïku » (俳句を変えた男, haiku o kaeta otoko).

## Principaux haïku
- 春暁やひとこそ知らね木々の雨
Shungyō ya, hito koso shirane, kigi no ame.
Matin de printemps. Les gens, ah, qui ne savent rien de lui, ni de la pluie dans les arbres [parce qu'ils sont encore endormis].
- 松風に誘はれて鳴く蟬一つ
Matsukaze ni, sasowarete naku, semi hitotsu
Invité par le vent dans les pins, un grillon gazouille.
- 秋の道日かげに入りて日に出でて
Aki no michi, hikage ni irite, hi ni idete
Promenade d'automne. Je vais dans l'ombre, je vais au soleil.
- 荒草の今は枯れつつ安らかに
Kōsō no, ima wa karetsutsu, yasuraka ni
Flétrissement, mais en paix maintenant que je suis une herbe fanée.
- 見えぬ眼の方の眼鏡の玉も拭く
Mienu me no, hō no megane no, tama mo fuku.
Je brosse aussi la lentille du côté de l’œil aveugle.

## Ouvrages

### Recueils de haïku (sélection)
- Sōjō kushū. 1927.
- Aoshiba. 1932.
- Kinō no hana. 1935.
- Tentetsushu. 1938.
- Tambo. 1949.
- Jinsei no gogo. 1953.
- Shirogane. 1956.

### Divers
- Shin kōro. 1940.
- Tembōsha. 1940.
- Bifū no hata. 1947.

## Source de la traduction
- (de) Cet article est partiellement ou en totalité issu de l’article de Wikipédia en allemand intitulé « Hino Sōjō » (voir la liste des auteurs).
- Notices d'autorité :   - VIAF
  - ISNI
  - IdRef
  - LCCN
  - GND
  - Japon
  - CiNii
  - Israël
  - WorldCat